# Gotfred Appel
Gotfred Appel (født i 1924 − død i 1992) var en dansk marxist og socialistisk teoretiker. Søn af banearkitekt Frederik Appel (f.1884 − d.1962) og Gerda Louise Margrethe Appel f. Sørensen (f.1886 − d.)

## Historie
Som 22-årig meldte Appel sig i 1945 ind i Danmarks Kommunistiske Parti, DKP. Partiledelsen bemærker hurtigt hans store begavelse og retoriske talent, og han udnævnes til studiekredsleder samt får til opgave at oplære nye partimedlemmer i marxisme. Samtidig påtager han sig at undervise på den kinesiske ambassade i København. Fra 1959 og to år frem var han leder af Forlaget Tiden, som blev drevet af DKP..
Under den ideologiske strid mellem Sovjetunionens kommunistiske parti og Kinas kommunistiske parti i begyndelsen af 1960'erne tog Appel parti for KKP. Han arbejdede på det tidspunkt for DKP's avis Land og Folk, hvor han varetog udenrigsstoffet, herunder især dækkede udviklingen i Kina. I september 1963 knyttedes han til den kinesiske ambassades tidskrift Bulletin og ekskluderedes af DKP.
Efter dette intermezzo dannede han Danmarks første rent maoistiske organisation, Kommunistisk Arbejdskreds (KAK).
Appel var filosofisk kraftigt påvirket af Mao Zedongs skrift Om modsigelser. Han betragtede marxismen som en fuldt ud sand videnskab og søgte derfor objektive drivkræfter i den historiske materialisme, som på baggrund af Marx' skrifter hævdede at verden uundgåeligt bevægede sig mod socialismen. Af denne grund var han ikke mod Danmarks indtræden i det Europæiske Fællesskab 1972; han mente at dette ville accelerere den kapitalistiske proces og dermed føre socialismen nærmere.
Appel stiftede et forlag ved navn Futura, som skulle udgive blade, bøger og tidsskrifter, blandt andet tidsskriftet Bulletin for den kinesiske ambassade – forlagets succes blev Maos lille røde.
Blandt de første medlemmer af KAK var Appels kollegaer fra Land og Folk, Frede Klitgård og den ti år yngre Ulla Hauton, der også blev ansat ved Futura, og de to indledte en affære. Efter et par år flyttede Appel fra sin kone og to teenagedøtre, og sidst i 1960'erne forlod Hauton sin mand og datter.

## Snylterstatsteorien
KAK udviklede sig i slutningen af 1960'erne i en stadig mere selvstændig retning, og Appel udarbejdede den såkaldte snylterstatsteori, der hævder at arbejderklassen i Vesteuropa og USA er i en dobbeltsituation: den udnyttes i produktionen og skaber merværdi, men bestikkes samtidig, da dens levestandard og dermed dens økonomiske og kulturelle behov samt faglige krav bygger på flere årtiers deltagelse i den imperialistiske verdens kolonialistiske og neokolonialistiske rovdrift. Bestikkelsesfaktoren er den dominerende af disse to, og dette var ifølge Appel årsagen til at revisionismen hindrede den revolutionære bevægelse i Vesteuropa. Først når den tredje verden havde befriet sig fra imperialismen og dermed fjernet grundlaget for de rige landes superprofit, ville der være grobund for revolution i Vesteuropa. Teorien minder stærkt om teorien om falsk bevidsthed.
Denne uortodokse teori skabte konflikt med kineserne og ledte til dannelsen af en mere Kina-tro organisation med navnet Kommunistisk Forbund – marxister-leninister (KFML) (det senere KAP), denne organisation gik Appel ikke med i.
I slutningen af 1970'erne ophørte KAK med at eksistere. Nogle medlemmer af udbrydergruppen Manifest-Kommunistisk Arbejdsgruppe blev siden kendt som Blekingegadebanden.